# Étoile ferroviaire ardèchoise
L'Étoile ferroviaire ardèchoise

## Lignes constituant l'Étoile
- Ligne du Teil à Alès
- Ligne de Vogüé à Lalevade-d'Ardèche
- Ligne de Saint-Sernin à Largentière

## Historique
- 1876 : Inauguration de la ligne Le Teil - Vogüé
- 1879 : Ouverture de la ligne Vogüé - Aubenas
- 1882 : Ouverture de la ligne Aubenas - Niegles Prades
- 1896 : Ouverture de la ligne Saint-Sernin - Largentière
- 1936 : Suppression du trafic voyageurs Saint-Sernin - Largentière
- 1950 : Ligne Saint-Sernin - Largentière désactivée.
- 1964 : Réactivation de la ligne Saint-Sernin - Largentière pour la mine de plomb argentifère exploitée par la société Peñarroya.
- 1969 : Fermeture du trafic voyageurs sur l'ensemble des lignes.
- 1971 : Section Vogüé - Robiac désaffectée
- 1982 : Fermeture définitive de la ligne Saint-Sernin - Largentière.
- 1988 : Fermeture de l'ensemble des lignes.
- 1991 : Déclassement et dépose des voies, sauf entre Le Teil et Vogüé

## Lignes affluentes
- Ligne de Givors-Canal à Grezan
- Ligne de Bessèges à Robiac
- Ligne de Saint-Germain-des-Fossés à Nîmes-Courbessac
- Ligne Brives-Charensac - Lalevade d'Ardèche (Transcévenole)

## État actuel
Exploitation touristique par l'association Viaduc 07 entre Saint-Jean-le-Centenier et Vogüé. La voie est déposée entre Vogüé et Lalevade-d'Ardèche, de Saint-Sernin à Largentière, ainsi que de Vogüé à Robiac.

## Projets
Une voie verte, la Via Ardèche (partiellement realisée) utilise les trois anciennes lignes ferroviaires.